# カルセランド

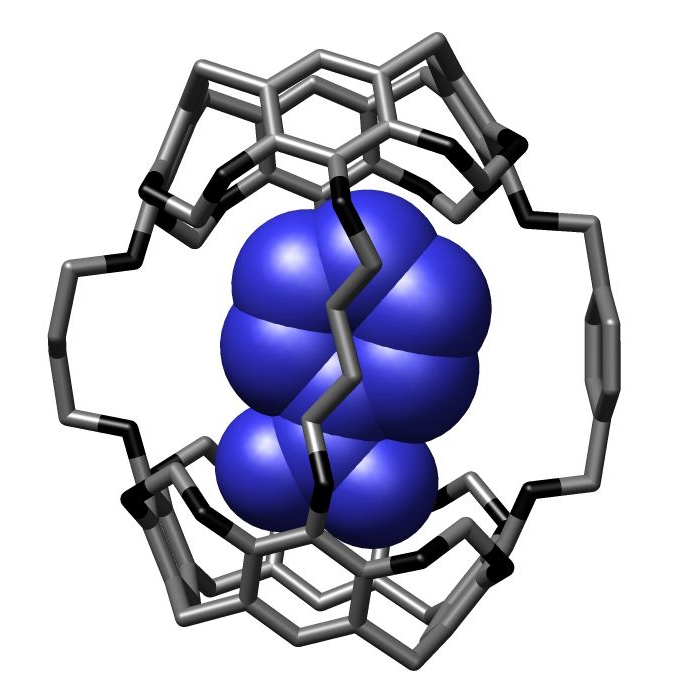
内部にニトロベンゼンを結合したヘミカルセランドの結晶構造。ドナルド・クラムらによる報告、Chem. Commun., 1997, 1303-1304

カルセランド（英：carcerand）は、高温でもゲスト分子が逃れられない、完全に閉じ込めるホスト分子である。このタイプの分子は、1985年にドナルド・クラムによって最初に報告され、その名称は、ラテン語の carcer 、すなわち刑務所に由来する。永久に投獄されたゲストとカルセランドによって形成された複合体は、カルセプレックスと呼ばれる 。 
対照的に、ヘミカルセランドでは、高温下でゲストがその空洞に出入りすることができるが、室温下では安定な複合体を形成する。ヘミカルセランドとゲストによって形成される複合体は、ヘミカルセプレックスと呼ばれる。 

## 結合したゲストの反応性
カルセランドのような容器の内側は、内部相として、根本的に異なる反応性が観察されることを、クラムは報告している。彼は、室温で非常に不安定な反芳香族性のシクロブタジエンを単離するために、ヘミカルセランドを使用した。ヘミカルセランドは、他の分子との反応を防ぐことによって、その空洞内でゲストを安定化する。 

## 合成

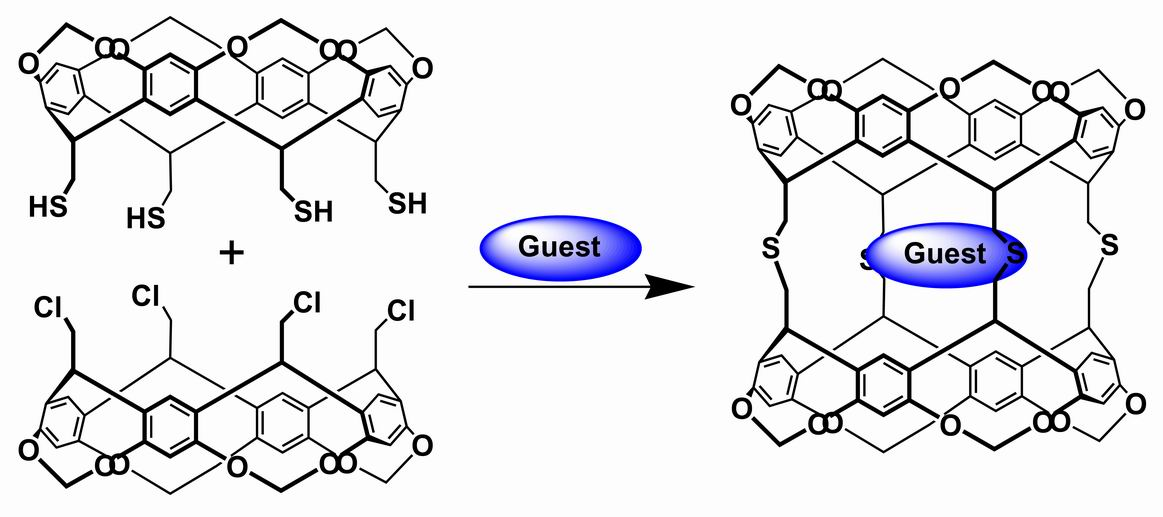
2種のカリックスアレーンからのカルセランドの合成

最初期のカルセランドはカリックスアレーン（ヘミカルセランドと同義）から合成され、上部の縁に4個のアルキル置換基を持つカリックスアレーンと下部の縁に4個の反応性置換基を持つカリックスアレーンが用いられた。これら置換基を持つヘミカルセランド同士を反応させることでカルセランドが得られる。1985年の論文では、２つの異なるヘミカルセランド、すなわちクロロメチル基とチオメチル基を持つものを、求核置換反応させることで、ジメチレンスルフィド（CH2SCH2）スペーサー基を有するカルセランドを合成している。この実験では、反応溶媒中に存在するアルゴンやジメチルホルムアミドがゲストとしてカルセランドの内部空洞に閉じ込められた。 
他の構造のものとしては、下部の縁に４個のアルデヒド基を持つものとo-フェニレンジアミンを持つものを縮合反応させ、ジイミンで結合したカルセランドがある。２つの球状のヘミカルセランド同士を接続している４つのスペーサー基がかなり長くなった結果、内部空洞は非常に大きくなっている。空洞内に閉じ込められたゲスト分子は、締め付け結合（英：constrictive binding）によって内部に保持されると言われている。ヘキサクロロブタジエン（殺菌剤）のような純溶媒中で加熱するだけで、内部空洞にゲストを導入できる。逆に空洞からゲストが出ていく半減期は、25 ℃、CDCl３中のNMR分析によると、3.2時間であった。フェロセンは、トリピペリジルホスフィンオキシドのような大きなかさ高い溶媒中でヘミカルセランドと一緒に加熱することによって、内部に導入できる。フェロセン放出の半減期は112 ℃で19.6時間である。 

## 大きなカルセランド

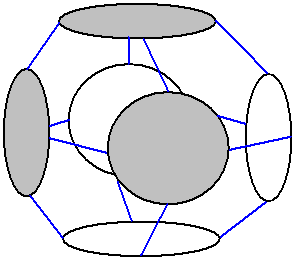
八面体ナノコンテナ

6つのヘミカルセランドが結合した八面体化合物は、その内部空洞が、1700 Å3（1.7 nm3）もの大きさに達する。この化合物の合成は動的共有結合化学により達成できる、すなわち、室温下、クロロホルム中、トリフルオロ酢酸を触媒として使用し、6当量の テトラフォルミルカリックスアレーンと12当量のエチレンジアミンとをワンポットで反応させ、次いで水素化ホウ素ナトリウム でイミン結合を還元する。